# René Peña
René de Jesus Peña Gonzalez, né en 1957 à La Havane, est un photographe cubain reconnu. Il a exposé ses photographies dans différentes expositions à travers le monde comme à Cuba (La Havane), en Espagne et aux États-Unis (Seattle, Pennsylvanie, New York).

## Biographie
René Peña étudie les langues étrangères, le grec, le français et l’anglais à l’université de La Havane dont il sort diplômé d’anglais. Autodidacte, René Peña se forme seul et prend ses premières photographies à l’âge de 8 ans avec l’appareil photo familial. Son travail se focalise sur la dualité de l’être humain, l’individu qui tente d’avoir sa propre identité mais qui ne peut se défaire du groupe social. Ses photographies se caractérisent par de forts contrastes noir et blanc, entre le sujet et le fond et entre le sujet et l’objet. Peña choisit un lieu de résidence qui joue aussi sur les contrastes, « Le Cerro », une enclave des riches familles de La Havane au XIXe siècle qui accueille en majorité une population afro caribéenne. 
Bien que comparé au photographe américain Robert Mapplethorpe, ses influences sont les photographes cubains Eduardo Moñoz Ordoqui et Marta Maria Pérez Bravo (pratiquant aussi la photographie en noir et blanc). Aujourd’hui[Quand ?], René Peña expérimente la photographie couleur et numérique.

## Expositions seul
- René Peña: Fotografías, Fototeca de Cuba, La Havane, Cuba (2002)
- René Peña: Introspectiva, Casa de los Tiros, Grenade, Espagne (2002)
- Manmade Materials, Suyama Space, Seattle, États-Unis.

## Expositions collectives
- Latin American Artist Photographers from the de Lehigh University Art Gallery Collection, Lehigh University, Pennsylvanie (2001)
- Passionately Cuban, University Art Museum, State University of New York en Albanie, New York (2001).